# Сіваки
Сіваки (рос. Сиваки) — смт у Магдагачинському районі Амурської області Російської Федерації. Розташоване на території українського історичного та етнічного краю Зелений Клин.
Входить до складу муніципального утворення робітниче селище Сиваки. Населення становить 1681 особу (2018).

## Історія
З 20 жовтня 1932 року входить до складу новоутвореної Амурської області.
З 1 січня 2006 року входить до складу муніципального утворення робітниче селище Сиваки.

## Населення
| 1939  | 1959  | 1970  | 1979  | 1989  | 2002  | 2009  |
| ----- | ----- | ----- | ----- | ----- | ----- | ----- |
| 8155  | ↘6158 | ↘4943 | ↘4044 | ↘3721 | ↘2578 | ↘2048 |
| 2010  | 2011  | 2012  | 2013  | 2014  | 2015  | 2016  |
| ↗2056 | ↘2041 | ↘1986 | ↘1937 | ↘1861 | ↘1790 | ↘1767 |
| 2017  | 2018  |       |       |       |       |       |
| ↘1735 | ↘1681 |       |       |       |       |       |